# Томас Фрам
Томас Фрам (на немски: Thomas Frahm) е германски преводач, журналист, писател и издател. Той е един от най-значимите преводачи на българска литература на немски език, сред преводите му са книги на Владимир Зарев, Блага Димитрова, Анжел Вагенщайн, Леа Коен, и други.

## Биография
Томас Фрам е роден на 29 юни 1961 г. в Дуисбург, провиниция Северен Рейн-Вестфалия. Следва в университета в Бон география, градостроителство и философия. Увлича се по литературата още като дете, като първоначално пише стихотворения, а по-късно и есета и разкази. Първите си стихосбирки публикува 1987 г. и през 1991 г. През 1992 г. той основава издателство Авлос, в което заедно с тогавашната си съпруга, родената в България писателка Румяна Захариева, издава българска и балканска литература, както и автори от провинция Северен Рейн-Вестфалия.
От 2000 г. работи както писател и публицист на свободна практика и живее в София. Автор е и на редица журналистически материали за България, излезли в различни немски вестници, списания и радиостанции. С цел популяризиране на българската литература сред немскоезичната публика основава издателство „CHORA“ (Хора), с което си поставя за цел да представи не само съвременни български автори, но и да даде повече информация за живота в днешна България. Живее в Дуисбург и често посещава София.

## Творчество

### Книги
- Seismische Poesie (1987)
- Trendgewitter (1991)
- Homberg und ich (1994)
- Die beiden Hälften der Walnuss: Ein Deutscher in Bulgarien (2014)
- An Frauen. Gedichte (1995-2014)
- Auf das Glück. Beinahelieder und Gedichte. Mit 1 Sofia-Poem (2015)
- Heiliger Buchstabe, heillose Zeiten. Texte zur bulgarischen Literatur. Mit einem Abriss der bulgarischen Literaturgeschichte von den Anfängen bis heute und einer Bibliografie ins Deutsche übersetzter Werke bulgarischer Autoren (2016)
- Träume ohne Schlaf. Bulgarische Frauengeschichten (2016)
- Oh, Bulgarien. Land und Leute, Kultur und Gesellschaft (2016)
- Bote aus Bulgarien. Roman (2018)

### Преводи
- Блага Димитрова: Narben (1999)
- Владимир Зарев Verfall (2007)
- Владимир Зарев: Familienbrand (2009)
- Анжел Вагенщайн: Leb wohl, Shanghai (2010)
- Леа Коен: Das Calderon-Imperium (2010)
- Владимир Зарев: Feuerköpfe (2011)
- Владимир Зарев: Seelenasche (2012)
- Томас Фрам (Hg.): Gegenwarten. Bulgarische Prosa nach 1989 (2014)
- Евелина Ламбрева: Niemandes Spiegel. Gedichte. Bulgarisch-deutsch (2015)
- Евелина Ламбрева (Hg.): Verborgenes Leben. Neue Prosa aus Bulgarien (2016)